# Wiesław Klempisz
Wiesław Klempisz, ps. Brzeziński, (ur. 22 lipca 1925 w Warszawie, zm. 6 stycznia 2010 tamże) – żołnierz Armii Krajowej, więzień polityczny w okresie stalinowskim.

## Życiorys
Urodził się w rodzinie Stefana i Stefanii z domu Roszek. Od marca 1943 r. w AK, początkowo w wywiadzie Obwodu II, a od czerwca 1943 r. został przeniesiony do tworzącej się 9 kompanii dywersyjnej (inne nazwy: Kedyw 17, DB 17, Zgrupowanie Żniwiarz), 230 plutonu, IV drużyny, sekcji B. Od wiosny 1943 r. prowadził w domu przy ul. Leśnej 18a na warszawskim Marymoncie magazyn broni o kryptonimie „M”. Brał udział w wielu akcjach bojowych (m.in. w likwidacji Stanisława Wiśniewskiego i akcji „OST-47”).
Brał udział w powstaniu warszawskim od pierwszego do ostatniego dnia. Uczestnik m.in. bielańskiego boju na „Zdobyczy Robotniczej”, walk pod Dworcem Gdańskim, w obronie Zakładów „Opla”, Fortu 7, Centralnej Szkoły Pożarniczej i innych. Szlak bojowy zakończył przy pl. Tucholskim (obecnie Skwer Kompanii AK „Żniwiarz”). Wraz z kapitulującymi 30 września 1944 r. oddziałami żoliborskimi dostał się do niewoli. Przebywał w obozie w Pruszkowie, a następnie w Stalagu XI A Altengrabow. W kwietniu 1945 r. został wyzwolony przez armię amerykańską. Podróżował po okupowanych Niemczech. Następnie przyjęły go w swe szeregi Polskie Kompanie Wartownicze.
W kwietniu 1947 r. wrócił do kraju. 19 kwietnia 1950 r. został aresztowany i oskarżony o członkostwo w wywrotowej organizacji w celu „obalenia przemocą ludowo-demokratycznego ustroju Państwa Polskiego” oraz nielegalne przechowywanie broni palnej, amunicji i materiałów wybuchowych. Po ciężkim śledztwie, 19 października 1951 r. został skazany  przez sąd, któremu przewodniczył por. Stefan Michnik na karę 12 lat pozbawienia wolności. Karę odbywał m.in. w więzieniach w Warszawie, Goleniowie i Raciborzu oraz w Ośrodkach Pracy Przymusowej w Strzelcach Opolskich i Brzezinach Śląskich. Amnestionowany; zwolniony 3 lutego 1955 r. Z powodu odmówienia współpracy z UB był nadal represjonowany, nie mógł się dalej uczyć, miał trudności z otrzymaniem pracy. Pracował jako robotnik w ZEM „Zelmot” w Łomiankach k. Warszawy, a następnie jako kierowca w Stołecznej Kolumnie Transportu Sanitarnego. Karierę zawodową zakończył na stanowisku kierownika działu u ostatniego pracodawcy, którym był Teatr Wielki w Warszawie.
Jego wspomnienia zostały zawarte w książce „Urodzony 22 lipca”.
Zmarł 6 stycznia 2010 r. w Warszawie, pochowany na cmentarzu Wawrzyszewskim.

## Ordery i odznaczenia
- Krzyż Orderu Odrodzenia Polski
- Srebrny Krzyż Zasługi z Mieczami
- Krzyż Walecznych
- Krzyż Partyzancki
- Warszawski Krzyż Powstańczy[3]
- Medal „Pro Memoria”

Źródło:.